# Metauten
Metauten település Spanyolországban, Navarra autonóm közösségben. Metauten Allín és Igúzquiza községekkel határos. Lakosainak száma 262 fő (2024).

## Népesség
A település népessége az elmúlt években az alábbi módon változott:
| Lakosok száma | 295  | 299  | 281  | 283  | 287  | 289  | 285  | 288  | 284  | 262  |
|               | 2001 | 2004 | 2007 | 2009 | 2012 | 2014 | 2017 | 2019 | 2022 | 2024 |